# Шора (посёлок станции, Хакасия)
Шора — посёлок станции в Аскизском районе Хакасии. Входит в Балыксинский сельсовет.

## География
Находится в юго-восточной части Хакасско-Минусинской котловины, на реке Томь.
Расстояние до райцентра — с. Аскиз — 160 км, до г. Абакана — 250 км.
Климат, как и во всем районе, резко континентальный. Характерны резкие колебания температуры воздуха и количества осадков. Средняя температура июля +19 °C, января −20 °C. Продолжительность безморозного периода от 80 до 120 дней. Годовое количество осадков колеблется от 250 до 780 мм. Преобладают ветры юго-западного направления. В апреле и мае почти ежегодно наблюдаются ветры большой силы, достигающие скорости 17-20 м/с. Зима устанавливается в конце октября — начале ноября.

## История
Населённый пункт появился при строительстве железной дороги Деповская — Тигей. В селении жили семьи тех, кто строил и обслуживал железнодорожную инфраструктуру. 

## Население
| 2002 | 2010 |
| ---- | ---- |
| 24   | ↘14  |

## Инфраструктура
Личное подсобное хозяйство.
Основа экономики — обслуживание путевого хозяйства Красноярской железной дороги. Действует остановочный пункт Шора.

## Транспорт
Доступна автомобильным транспортом.